# Plaza de la Constitución (Bucarest)
La plaza de la Constitución (en rumano, Piața Constituției) es una plaza ubicada en el centro de Bucarest, Rumanía y es una de las plazas más grandes de la ciudad. 
La plaza está enfrente del palacio del Parlamento Rumano y conforma el término occidental del monumental bulevardul Unirii (bulevar de la Unión) y está en el centro del bulevardul Libertății (bulevar de la Libertad) que cruza la plaza en dirección norte-sur.
La plaza es uno de los sitios mejores para organizar conciertos y desfiles en Bucarest. Es por eso que cada año, el alcalde de Bucarest organiza en esta plaza la fiesta de Año Nuevo. La plaza es también utilizada frecuentemente para desfiles militares para celebrar el día nacional de Rumanía.

## Conciertos
| Conciertos en la plaza de la Constitución | Conciertos en la plaza de la Constitución | Conciertos en la plaza de la Constitución | Conciertos en la plaza de la Constitución |
| Fecha                                     | Artista                                   | Gira                                      | Espectadores                              |
| ----------------------------------------- | ----------------------------------------- | ----------------------------------------- | ----------------------------------------- |
| 16 de mayo de 2010                        | AC/DC                                     | Black Ice                                 | 55,000                                    |
| 5 de junio de 2010                        | Elton John                                | Gira Europea                              | 8,000                                     |
| 7 de mayo de 2011                         | Shakira                                   | Sale el Sol                               | 20,000                                    |
| 6 de junio de 2011                        | Sting                                     | Symphonicity                              | 10,000                                    |
| 10 de julio de 2011                       | Bon Jovi                                  | En Vivo                                   | 60,000                                    |
| 16 de agosto de 2012                      | Lady Gaga                                 | Born This Way Ball                        | 35,000                                    |
| 22 de septiembre de 2012                  | Leonard Cohen                             | Old Ideas                                 | 15,000                                    |
| 24 de julio de 2013                       | Iron Maiden                               | Maiden England                            | 15,000                                    |
| 28 de agosto de 2013                      | Roger Waters                              | The Wall En Vivo                          | 50,000                                    |
| 17 de julio de 2015                       | Robbie Williams                           | Let Me Entertain You                      | 60,000                                    |
| 5 de junio de 2015                        | André Rieu                                | Gira de Bucarest                          | 84,000                                    |
| 2 de septiembre de 2015                   | Violetta                                  | Violetta en vivo                          | n/d                                       |
| 5 de junio de 2016                        | Maroon 5                                  | Maroon V Tour                             | 25,000                                    |
| 11 de junio de 2016                       | André Rieu                                |                                           | 12,500                                    |
| 21 de junio de 2016                       | Queen + Adam Lambert                      | Summer Festival Tour                      | 40,000                                    |
| 29 de julio de 2016                       | Muse                                      | Drones World Tour                         | 17,000                                    |
| 30 de julio de 2016                       | Iron Maiden                               | The Book of Souls World Tour              | 25,000                                    |
| 14 de agosto de 2016                      | Rihanna                                   | ZUtopia Festival de Música                | 50,000                                    |
| 15 de agosto de 2016                      | Steve Aoki                                | ZUtopia Festival de Música                | 12,000                                    |
| 17 de agosto de 2016                      | Sia                                       | ZUtopia Festival de Música                | n/d                                       |
| 22 de junio de 2017                       | Andrea Bocelli                            |                                           | 9,000                                     |